# Gobierno de Simón Bolívar en la Gran Colombia
El gobierno de Simón Bolívar en la Gran Colombia (1819-1830), fue el primer y más largo gobierno de la Gran Colombia, constituido durante el Congreso de Angostura (1819) por integrantes de la Tercera República de Venezuela, las Provincias Unidas de la Nueva Granada y Quito como un gobierno interino de guerra, se estableció de manera institucional y democrática en 1821, siendo ratificado por la constitución de Colombia en el Congreso de Cúcuta (1821). Estuvo encabezado por Bolívar como presidente y Francisco de Paula Santander como vicepresidente, quien asumió el control ejecutivo de manera interina hasta 1827, mientras Bolívar lideraba las guerras independentistas sudamericanas. 
Tras liderar exitosamente la fusión de la Tercera República de Venezuela y las Provincias Unidas de la Nueva Granada, surgieron distintas visiones respecto a una organización centralista o federalista para la nación. Después del fracaso de la convención de Ocaña, Bolívar ejecutó un autogolpe de Estado en 1828, eliminando el cargo de vicepresidente e iniciando una última etapa dictatorial en su gobierno que duró hasta su renuncia en 1830, cuando convocó el Congreso Admirable y le cedió el poder a Joaquín Mosquera. Santander, por su parte, fue acusado de ser cómplice en el intento de asesinato ocurrido a Bolívar en el Palacio de San Carlos, por lo que fue desterrado en 1828. 
La política legislativa del gobierno incluyó la Ley Fundamental de la República de Colombia (1819) y la constitución de 1821, junto con el Decreto Orgánico de la Dictadura de Bolívar (1828). Durante la existencia de la Gran Colombia su organización territorial fue cambiante, incorporando al territorio el Departamento del Istmo, la provincia de Pasto, la Provincia Libre de Guayaquil y la antigua Real Audiencia de Quito. 
El financiamiento del Estado colombiano dependió mayormente de la deuda interna y externa, llevándose los gastos militares más de la mitad del presupuesto nacional. 
Con miras a consolidar el proyecto de la Federación de los Andes, la política exterior del gobierno incluyó la victoria en las guerras de independencia de Venezuela, Nueva Granada y Quito contra el Imperio español, así como un Statu quo ante bellum en la Guerra grancolombo-peruana, que terminó con el reconocimiento peruano de Guayaquil como parte de la Gran Colombia. Mientras era presidente de la República de Colombia, Bolívar también fue en paralelo dictador del Perú (1824-1827) y presidente de Bolivia (1825). La Gran Colombia fue el primer país sudamericano reconocido por los Estados Unidos. 
El departamento de Venezuela anunció su separación en 1829 y Bolívar convocó al Congreso Admirable en 1830, donde entregó su renuncia con la intención de evitar la inminente disolución de la Gran Colombia, lo que fue seguido por la separación de los departamentos de Ecuador y del Istmo. En diciembre de ese año, Bolívar falleció y al año siguiente la República de Colombia se dio por disuelta, cambiando su nombre a la República de la Nueva Granada.

#### Ley Fundamental de la República de Colombia

Organización territorial de la Gran Colombia en 1819.

#### Ley de División Territorial de la República de Colombia

Organización territorial de la Gran Colombia en 1822.

## Política nacional

### Política legislativa

#### Constitución de 1821

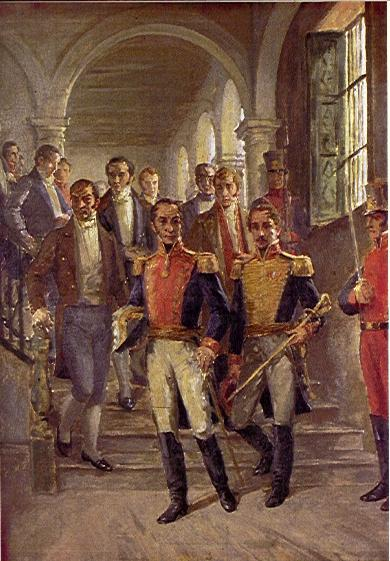
Bolívar y Santander en el Congreso de Cúcuta

Tras la formación de la Gran Colombia, Simón Bolívar fue ratificado  en la constitución de 1821 como presidente y Francisco de Paula Santander como vicepresidente bajo un mandato de cuatro años, con derecho a reelección no consecutiva.

#### Convención de Ocaña
En 1828 se instaló la convención de Ocaña, una asamblea constituyente, donde se pretendía reformar la constitución, donde Santander obtuvo la mayoría de los delegados. Bolívar retiró a sus delegados, dejando el Congreso sin quórum, y ejecutando un autogolpe de Estado, donde se declaró Libertador Presidente y destituyó a Santander de su cargo como vicepresidente. La dictadura de Bolívar duró hasta 1830, cuando fue desterrado, renunciando poco después.

### Política de defensa
Luego de la formación de la Gran Colombia y a pesar de que el conflicto empezaba a ser favorable para las fuerzas patriotas, el uso del reclutamiento forzado se mantuvo. Desde 1819, según algunas estimaciones, el número de efectivos pasó de unos siete mil soldados a cerca de 23000 para 1821, muchos de ellos reclutados por la fuerza.
Debido a las pérdidas de efectivos durante la Batalla del Pantano de Vargas en 1819, Bolívar decretó la ley marcial que indicaba que todos los hombres entre 15 y 40 años residentes en provincias cercanas donde tuvo lugar la batalla debían presentarse ante las autoridades para reclutarlos. Los que no se presentaran serían fusilados de igual forma las autoridades que no colaboraran.

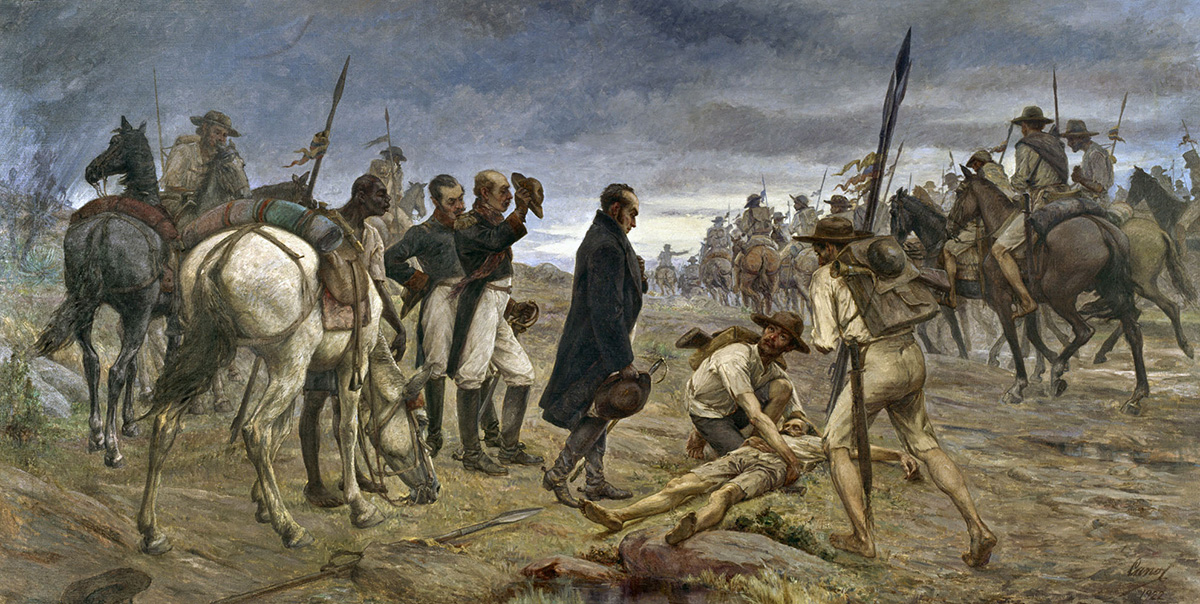
Paso del ejército libertador por el Páramo de Pisba por Francisco Antonio Cano.

La orden de escalar la cordillera de los Andes en 1819 motivó una de las primeras deserciones masivas en el ejército. Luego del cruce, las autoridades aprobaran la conscripción por medio de la quinta, motivados por la cantidad de soldados que desertaron y los que murieron en la cordillera. Los hombres reclutados eran mezclados con los de diferentes provincias y enviados lejos de su lugar de origen para desmotivar las deserciones. La renuencia de los hombres y sus familias a enlistarse era habitual. El general Francisco de Paula Santander en una carta le mencionó a Bolívar que «vienen veinticinco reclutas y me rodean treinta mujeres, cuarenta niños, llorando por sus maridos y padres».
En 1821 se emitió una ley donde se organizaba el sistema de conscripción para regularizar el proceso de alistamiento y en 1824 por órdenes del general Santander se publicó un decreto para lograr aumentar el número de soldados y entre los métodos aprobados para lograr tal fin se encontraba la leva.
Ambos bandos siguieron sufriendo altos niveles de deserción debido a la falta de pagos y las malas condiciones a las que eran sometidos los soldados. En algunos casos los reclutas eran arrestados para evitar que huyeran siendo trasladados amarrados y a los desertores se les fusilaban frente a sus compañeros como escarmiento. Entre las medidas que se utilizaron para atraer nuevos soldados se encontraba la publicación de decretos de indulto para los desertores que se unieran al bando contrario.
Con el correr de la guerra las deserciones siguieron en aumento. En 1820 el general Manuel Valdés se quejaba de que de los 2000 soldados que tenía hace tres meses solo le quedaban la mitad. Mientras que Daniel Florencio O'Leary mencionaba que entre 1818 y 1822 se habían incorporado al batallón de élite de rifles 22000 hombres, pero que para 1822 solo había 600. O’Leary recomendaba alistar a unos 20000 para conservar 6000.

La falta de efectivos llevó a que se siguiera insistiendo en usar a los esclavos como soldados y los militares negros debían llevar insignias que los distinguían de los oficiales blancos. Otro de los motivos que llevó a incorporar a los esclavos y mestizos libres al ejército se debió a que parte de la élite blanca esperaba que por medio de la guerra se lograra reducir su población para evitar el riesgo de que se instalara una pardocracia. En una carta de 1820 de Bolívar al general Santander sobre la leva de esclavos mencionaba que:
«... Es, pues, demostrado por las máximas de la política, sacada de los ejemplos de la historia, que todo gobierno libre que comete el absurdo de mantener la esclavitud es castigado por la rebelión y algunas veces por el exterminio, como en Haití. ¿Qué medio más adecuado ni más legítimo para obtener la libertad que pelear por ella? ¿Será justo que mueran solamente los hombres libres por emancipar a los esclavos? ¿No será útil que estos adquieran sus derechos en el campo de batalla, y que se disminuya su peligroso número por un medio poderoso y legítimo?...».
A medida que el bando patriota iba alcanzando la victoria las promesas de libertad para con los esclavos que lucharon en este bando disminuían. En 1821 una resolución del  Congreso General de Colombia no mencionaba la libertad como retribución por los servicios de los esclavos, sino que dependería de cada caso y se decretaba la indemnización para los antiguos propietarios.
En 1826, por decisión de José Antonio Páez se emitió la Orden de Alistamiento General en la ciudad de Caracas, pero pocos fueron los que acudieron a inscribirse provocando que se empezaran a aplicar reclutamientos forzados de todos los hombres sin distinción de edad o empleo generando descontento entre la población. Las quejas por el proceso de reclutamiento llevó a que el vicepresidente gran colombiano Santander destituyera a Páez como Jefe Militar del Departamento de Venezuela y se le ordenó que compareciera ante el senado para que se defendiera de las acusaciones. Estas órdenes fueron ignoradas del lado venezolano, se justificó el proceder de Páez y se le proclamó como el Jefe Civil y Militar de Venezuela por el Concejo Municipal de Caracas iniciado el movimiento separatista conocido como La Cosiata.
Para 1830 el ejército comenzó a resultar demasiado grande y costoso lo que ocasionaba la falta de pago y raciones de comida para los soldados, provocando constantes rebeliones  y deserciones. Además, empezaron a surgir tensiones internas debido a las nacientes ideas nacionalistas que acelerarían la disolución de la Gran Colombia. Mientras que existían un importante número de oficiales venezolanos, la mayoría de los nuevos reclutas provenían de Colombia y Ecuador, los reclutas venezolanos morían en el trayecto o desertaban.

### Política económica
Uno de los mayores retos de la Gran Colombia fue la imposibilidad de establecer un sistema fiscal sólido que equilibrara las finanzas entre los distintos departamentos que la conformaban, de los cuales cada uno contaba con una tesorería. La principal fuente para el sostenimiento del Estado provino de la aduana (38% del total recaudado), empréstitos internos (23%), remisiones provenientes de tesorerías provinciales (10%), impuestos eclesiásticos aportados en forma de préstamos al gobierno (7%), tabaco (6%) y alcabalas (5%). Los departamentos que más aportaban eran Venezuela, Ecuador y Nueva Granada, en ese orden.
En 1821 se prohibió la exportación de oro y plata en barra. En 1823 se prohibieron las importaciones de aguardientes y tabaco. El tabaco fue el estanco que más ingresos generó en la república, seguido de las salinas, el segundo monopolio más importante con el que contaba el Estado.
La tendencia al gasto fue creciente, aumentando anualmente un promedio de 11%, entre 1819 y 1830. Durante este tiempo el primer gasto fue el destinado a los propósitos militares (48% del total), seguido del civil (45%). La república manejó un déficit fiscal de 71,81% más que las ganancias totales obtenidas, tendiendo su déficit a incrementar a un ritmo de 28% anual.
Para junio de 1824 la deuda externa de la nación ascendía a unos 13.538.915 pesos, siendo solventada con los fondos del empréstito negociado en Londres ese año. Ante tal situación y el déficit para el pago de los gastos administrativos, en 1823 el poder legislativo autorizó al ejecutivo para negociar un empréstito en el exterior de hasta 30.000.000 de pesos, de los cuales se terminaron tomando 12.608.211 pesos de deuda, que sirvieron para el pago de deudas contraídas con extranjeros en el territorio nacional; gastos administrativos de la tesorería de Venezuela; la deuda con los Estados Unidos; pólvora enviada en 1823 por Goldschmidt; la compra de un volante para la casa de la moneda de Bogotá; los gastos de las legaciones de Roma y Londres; y el pago de deuda interna en Boyacá, el Istmo, Maracaibo, Cartagena, Venezuela, Guayana, Orinoco, Guayaquil y Zulia.

## Política exterior

### Congreso de Panamá
El Congreso de Panamá, designado a menudo como Congreso Anfictiónico de Panamá en recuerdo de la Liga Anfictiónica de la Antigua Grecia, fue una asamblea diplomática que tuvo lugar en 1826 en la ciudad de Panamá.
El congreso fue convocado por Simón Bolívar con el objetivo de buscar la unión o confederación de los nuevos Estados americanos sobre la base de los anteriores virreinatos hispanoamericanos, en un proyecto de unificación continental, como lo había ideado el precursor de la independencia hispanoamericana Francisco de Miranda.
Asistieron al congreso la Gran Colombia, México, Perú y la República Federal de Centro América. Bolivia y Estados Unidos no llegaron a tiempo. Las Provincias Unidas del Río de la Plata y Chile no mostraron interés. Paraguay no fue invitado. El Imperio del Brasil tampoco mostró interés. Gran Bretaña envió un observador y los Países Bajos otro a título personal.

### Bolivia
República de Bolívar o República Bolívar  es la denominación que adoptó la actual Bolivia, entre el 11 de agosto y el 3 de octubre de 1825, en sucesión de la denominación de Alto Perú. Su nombre es en honor al militar y Libertador venezolano Simón Bolívar, que al igual que la elección del día de fundación, 6 de agosto, fue para que Bolívar se sintiera halagado y reconozca el nuevo Estado, pero aún se mantendría el conflicto sobre la existencia del nuevo Estado.

### Estados Unidos
En 1822 el gobierno de James Monroe en los Estados Unidos reconoció a la Gran Colombia como una nación independiente, debido a los esfuerzos del diplomático Manuel de Trujillo y Torres. Fue el primer país sudamericano independiente reconocido por dicho país.

### Perú

#### Entrevista de Guayaquil
La Entrevista de Guayaquil fue un encuentro de carácter privado ocurrido en dos fechas continuas, el 26 y 27 de julio de 1822, entre José de San Martín y Simón Bolívar en la ciudad de Guayaquil, siendo un punto de inflexión en el proceso independentista sudamericano.
El objetivo principal era definir cómo se culminaría la guerra de independencia, dado que los realistas se estaban reorganizando. Y qué debería pasar con los nuevos países independientes para asegurar y consolidar la independencia sudamericana. Esto teniendo en cuenta que las campañas libertadoras tuvieron formas distintas de ser llevadas por cada uno de sus líderes, siendo en el caso de la Gran Colombia una guerra declarada a muerte contra los realistas, que no aceptaba ambigüedades. 

#### Guerra grancolombo-peruana
La guerra grancolombo-peruana, conocida en el Perú como la guerra con la Gran Colombia, fue un conflicto bélico entre la Gran Colombia (hoy los actuales países de Colombia, Ecuador, Panamá y Venezuela), representada por Simón Bolívar, y el Perú, representado por José de La Mar.
El origen del conflicto se encuentra en una disputa territorial que surgió al consolidarse las respectivas independencias de ambos países: la Gran Colombia reclamaba los territorios de Jaén de Bracamoros y Maynas según la Ley de División Territorial de la República de Colombia, los cuales el Perú consideraba como suyos siguiendo la Real Cédula de 1802 y la libre determinación de los pueblos; el Perú a su vez reclamaba el territorio de Guayaquil desde las guerras de independencia hispanoamericanas, por haber formado parte en otros tiempos del Virreinato del Perú.
La guerra se dividió en dos campañas: la naval y la terrestre. La naval resultó favorable al Perú, que bloqueó una pequeña parte del Pacífico de la Gran Colombia y ocupó Guayaquil, mientras que la terrestre resultó favorable a la Gran Colombia, en la cual el único relevante fue la batalla de Tarqui, aunque sin producirse la capitulación definitiva del Ejército Peruano.

##### Tratado de Guayaquil
Derrocado La Mar, se allanó el camino para la celebración de la paz entre el Perú y la Gran Colombia. El general Agustín Gamarra, ya como presidente provisorio del Perú, dio las instructivas en tal sentido. Ambas partes firmaron el 10 de julio de 1829 el Armisticio de Piura, por el cual se acordó un armisticio de 60 días, así como la devolución de Guayaquil a la Gran Colombia y la suspensión del bloqueo peruano a la costa pacífica grancolombiana, entre otros acuerdos.
Posteriormente se reunieron en Guayaquil los delegados peruano y gran colombiano, señores José de Larrea y Loredo y Pedro Gual. El primer acuerdo que tomaron fue prorrogar el armisticio, que había vencido. En total llegaron a tener seis reuniones, entre el 16 y el 22 de septiembre de 1829, día en que finalmente suscribieron el tratado de paz y amistad, conocido como el Tratado Larrea-Gual o Tratado de Guayaquil.

Artículo 5°.- Ambas partes reconocen por límites de sus respetivos territorios, los mismos que tenían antes de su independencia los antiguos Virreynatos de Nueva Granada y el Perú, con las variaciones que juzguen convenientes acordar entre sí, a cuyo efecto se obligan desde ahora a hacerse recíprocamente aquellas cesiones de pequeños territorios que contribuyan a fijar la línea divisoria de una manera más natural exacta y capaz de evitar competencias y disgustos entre autoridades y habitantes de la frontera.

### Provincias Unidas de Centroamérica
El Tratado de Unión, Liga y Confederación Perpetua entre Colombia y las Provincias Unidas de Centroamérica fue un acuerdo de colaboración y alianza firmado el 15 de marzo de 1825 entre la Gran Colombia y las Provincias Unidas del Centro de América, representadas respectivamente por los Ministros Plenipotenciarios Pedro Gual y Pedro Molina Mazariegos.
Este tratado tenía como objetivo mantener una alianza que les garantizara a ambas naciones permanecer independientes y libre de cualquier injerencia de potencias extranjeras, aunar fuerzas en caso de ataque o invasión, reconocerse entre ellas como naciones soberanas, garantizar mutuamente la integridad de sus territorios por medio del uti possidetis iuris, y establecer nuevos pactos que pudiesen mejorar las relaciones bilaterales.

## Renuncia de Bolívar

### Congreso Admirable

#### Proyecto de constitución de 1830
La Constitución de 1830, oficialmente Constitución Política de la República de Colombia, fue el resultado del Congreso Admirable que se desarrolló el 5 de mayo de 1830 y cuyo objetivo principal fue intentar mantener la unión de la República de Colombia (denominada en la historiografía como la Gran Colombia).

## Oposición

### Conspiración Septembrina
La Conspiración Septembrina fue un atentado contra la vida de Simón Bolívar, cuando se declaró dictador de la Gran Colombia, ocurrido en Bogotá el 25 de septiembre de 1828. Tres docenas de atacantes forzaron el ingreso a la medianoche al Palacio Presidencial comandados por el comandante Pedro Carujo y luego de asesinar a los guardias se dirigieron a la habitación de Bolívar, quien logró escapar por la ventana, con ayuda de Manuela Sáenz. Los atacantes fueron enfrentados por el General de Brigada Ramón Olivares, quien se encontraba en el lugar protegiéndolo.